# Az év védője díj (CHL)

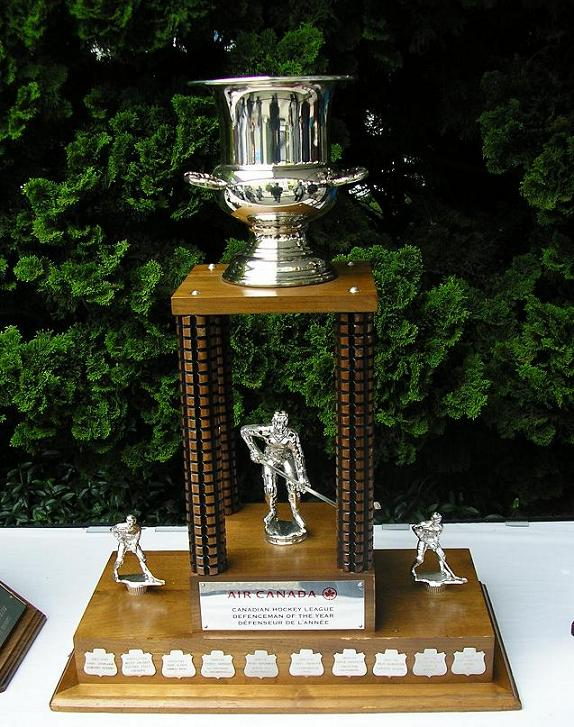
A trófea

Az év védője díjat a Canadian Hockey League-ben játszó legjobb védőjátékosnak odaítélt trófea. Az Ontario Hockey League-ben a Max Kaminsky-trófea győztese, a Western Hockey League-ben a Bill Hunter-emlékkupa győztese és a Québec Major Junior Hockey League-ben az Émile Bouchard-trófea győztese közül választják ki, hogy végül ki lesz az összesített győztes.

## A díjazottak
| Szezon    | Győztes             | Csapat                                   | Liga  |
| --------- | ------------------- | ---------------------------------------- | ----- |
| 2021–2022 | Nathan Staios       | Hamilton Bulldogs                        | OHL   |
| 2019–2020 | Noel Hoefenmayer    | Ottawa 67’s                              | OHL   |
| 2018–2019 | Ty Smith            | Spokane Chiefs                           | WHL   |
| 2017–2018 | Nicolas Hague       | Mississauga Steelheads                   | OHL   |
| 2016–2017 | Thomas Chabot       | Saint John Sea Dogs                      | QMJHL |
| 2015–2016 | Ivan Provorov       | Brandon Wheat Kings                      | WHL   |
| 2014–2015 | Anthony DeAngelo    | Sarnia Sting Sault Ste. Marie Greyhounds | OHL   |
| 2013–2014 | Derrick Pouliot     | Portland Winterhawks                     | WHL   |
| 2012–2013 | Ryan Sproul         | Sault Ste. Marie Greyhounds              | OHL   |
| 2011–2012 | Dougie Hamilton     | Niagara IceDogs                          | OHL   |
| 2010–2011 | Ryan Ellis          | Windsor Spitfires                        | OHL   |
| 2009–2010 | David Savard        | Moncton Wildcats                         | QMJHL |
| 2008–2009 | Jonathon Blum       | Vancouver Giants                         | WHL   |
| 2007–2008 | Karl Alzner         | Calgary Hitmen                           | WHL   |
| 2006–2007 | Kris Russell        | Medicine Hat Tigers                      | WHL   |
| 2005–2006 | Keith Yandle        | Moncton Wildcats                         | QMJHL |
| 2004–2005 | Danny Syvret        | London Knights                           | OHL   |
| 2003–2004 | James Wisniewski    | Plymouth Whalers                         | OHL   |
| 2002–2003 | Brendan Bell        | Ottawa 67’s                              | OHL   |
| 2001–2002 | Dan Hamhuis         | Prince George Cougars                    | WHL   |
| 2000–2001 | Marc-André Bergeron | Shawinigan Cataractes                    | QMJHL |
| 1999–2000 | Micki DuPont        | Kamloops Blazers                         | WHL   |
| 1998–1999 | Brad Stuart         | Calgary Hitmen                           | WHL   |
| 1997–1998 | Derrick Walser      | Rimouski Océanic                         | QMJHL |
| 1996–1997 | Sean Blanchard      | Ottawa 67’s                              | OHL   |
| 1995–1996 | Bryan Berard        | Detroit Junior Red Wings                 | OHL   |
| 1994–1995 | Nolan Baumgartner   | Kamloops Blazers                         | WHL   |
| 1993–1994 | Steve Gosselin      | Chicoutimi Saguenéens                    | QMJHL |
| 1992–1993 | Chris Pronger       | Peterborough Petes                       | OHL   |
| 1991–1992 | Drake Berehowsky    | North Bay Centennials                    | OHL   |
| 1990–1991 | Patrice Brisebois   | Drummondville Voltigeurs                 | QMJHL |
| 1989–1990 | John Slaney         | Cornwall Royals                          | OHL   |
| 1988–1989 | Bryan Fogarty       | Niagara Falls Thunder                    | OHL   |
| 1987–1988 | Greg Hawgood        | Kamloops Blazers                         | WHL   |